# Casa de las Bóvedas

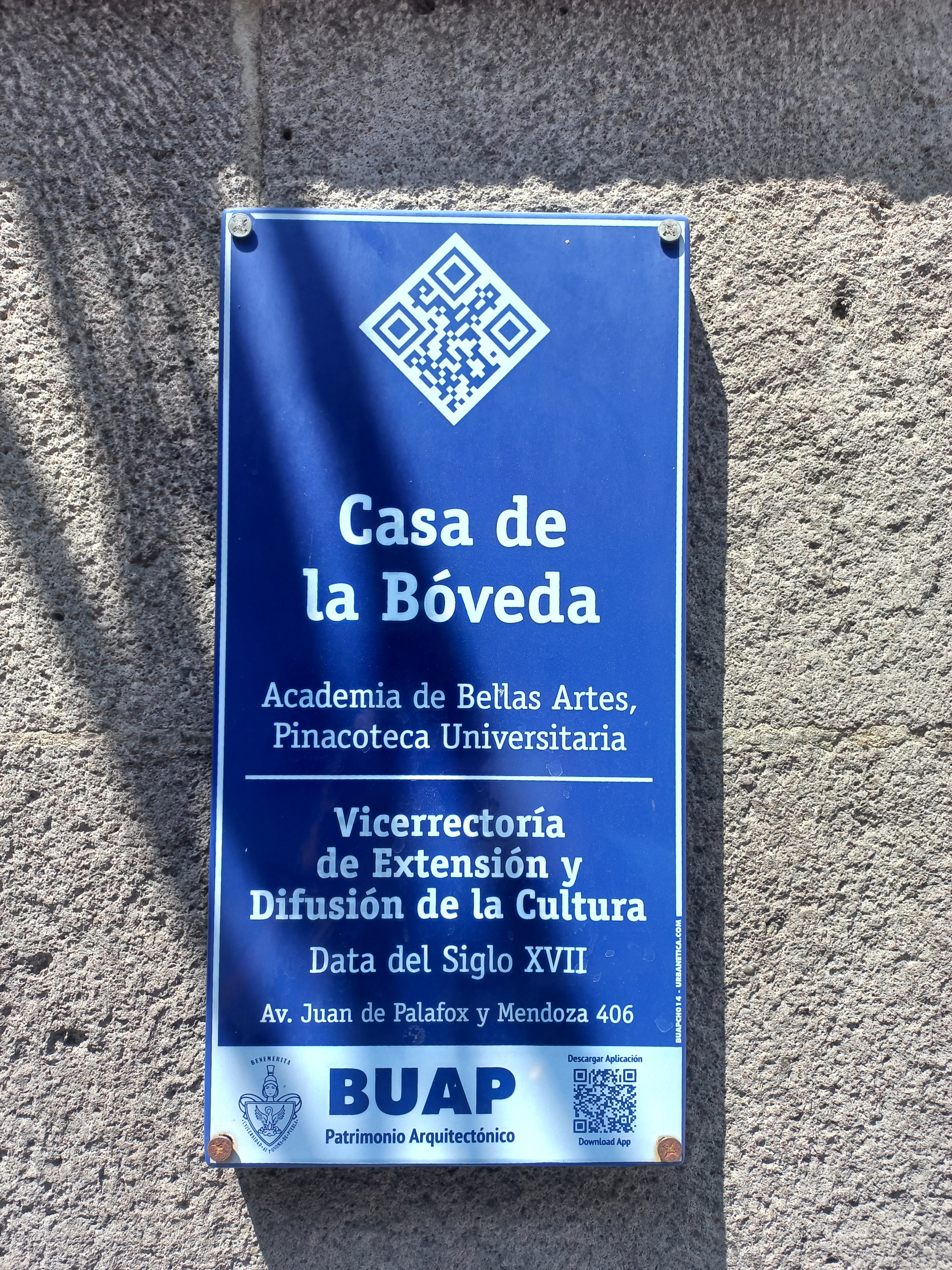
Cédula de la Casa de la Bóveda

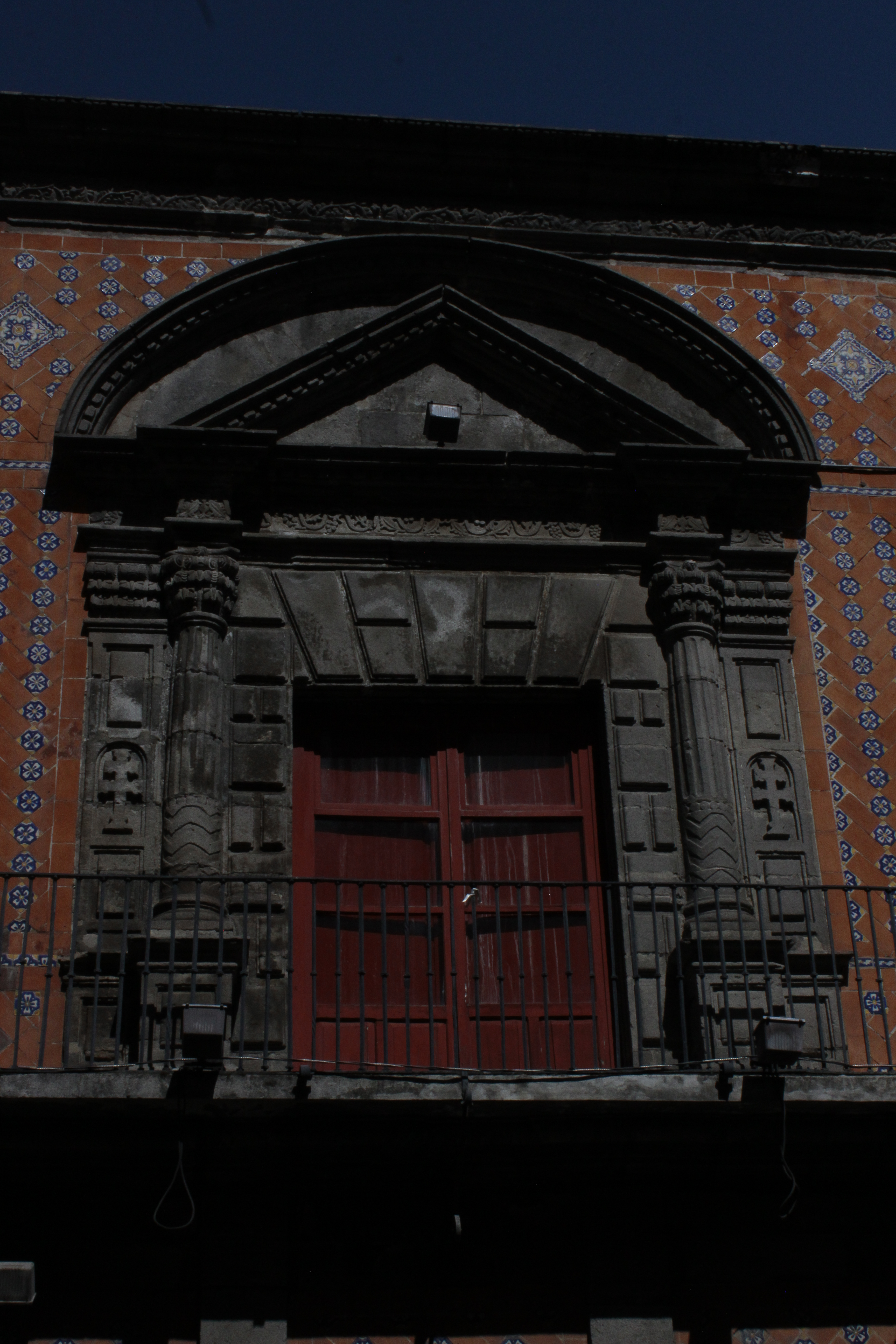
Casa de las Bóvedas

La Casa de las Bóvedas, también conocida como Casa de la Bóveda, es un inmueble del acervo de la Benemérita Universidad Autónoma de Puebla, construido en 1684. Está ubicada en el 406 de la Avenida Juan de Palafox y Mendoza de la Ciudad de Puebla, Puebla. Esta calle ha tenido diversos nombres a través del tiempo, en el siglo XVIII era nombrada Costado de la Iglesia del Espíritu Santo, en 1819 y 1823 por la presencia en la cuadra de esta casa se la denominó Calle de la Bóveda. Es reconocida por su valor artístico e histórico; actualmente es sede de la Vicerrectoría de Difusión y Extensión de la Cultura de la BUAP.

## Historia
En 1684, Diego Peláez, racionero de la Catedral Angelopolitana, mandó construir esta excepcional casa y fue su primer propietario después de su fallecimiento en 1714, cuando esta casa pasa por un periodo de 99 años por diversos dueños, de los cuales no se tienen registros sino hasta el año de 1813 .
La Junta de Caridad para la Buena Educación de la Juventud, encabezada por el presbítero José Antonio Jiménez de las Cuevas alquiló la casa en 1813 para dar cabida a una escuela de primeras letras y a una escuela de dibujo. En 1840, la Junta de Caridad adquirió la casa.
Dicha junta aparte de su fundador la integraban 12 clérigos y 12 miembros de la sociedad civil, quienes establecen los antecedentes de la primera academia de artes y dibujo de la ciudad, llamándose después Academia de Bellas Artes, institución que impartía clases de dibujo y pintura a los niños y jóvenes de escasos recursos, pero no solamente impartían clases, sino que también, se tiene razón de que las iglesias enviaban a este instituto sus pinturas e imágenes para su restauración y reparación, labor que se le encomendaba a los alumnos más destacados, los cuales, sin percibir un emolumento, las restauraban nada más por el gusto de practicar, y servirle a la iglesia, pues no existía en todo el estado nadie quien realizara esta actividad de manera tan entregada y esmerada.
La investigadora Montserrat Galí afirma que el establecimiento:

[…] tenía un carácter eminentemente benéfico y buscaba, más que la formación de artistas, la creación de una juventud sana y provechosa a partir de la enseñanza de las artes y oficios.

En 1824, la Casa de las Bóvedas albergó una escuela gratuita de primeras letras para niños y otra para niñas; además de una escuela nocturna para enseñanza del dibujo a los artesanos. El Gobierno del Estado la reconoció por decreto de la Legislatura como institución de carácter privado el 24 de mayo de 1824, con la denominación de Academia para la buena educación de la juventud. 
En 1849 se denominó Academia de Educación y Bellas Artes. Por más de un siglo fue sede de la Academia de Bellas Artes de Puebla y, desde la última parte del siglo XX, es parte del patrimonio de la Benemérita Universidad Autónoma de Puebla..
Esta institución llegó a tener como profesores a artistas de la talla de José Manzo (1789-1860), arquitecto y dibujante, y alumnos tan destacados como Agustín Arrieta (1803-1874), pintor retratista de escenas costumbristas de la época.
Esta institución tuvo en su historia muchos benefactores, entre los más destacados están los obispos Antonio Joaquín Pérez Martínez y Pablo Vásquez, quienes le donaron muchas imágenes al óleo y de bulto, formándose así una primera colección para integrar su pinacoteca.
A finales de los años 30s el gobernador Maximino Ávila Camacho, le otorga en custodia un total de 125 obras pictóricas propiedad del colegio del estado, acrecentando su pinacoteca; es en esas mismas fechas que el gobernador le otorga la autonomía al colegio del estado fundándose la Universidad Autónoma de Puebla, la cual reclama la devolución de estas obras, para lo cual realiza las negociaciones el licenciado Horacio Labastida Muñoz, esto es en el año de 1939, de manera infructuosa, luego continúa su reclamo en el año de 1964, ahora como representante de la UAP el profesor Manuel Lara y Parra, también con resultados negativos, pero por fin, y con fructíferos resultados, en 1973 no solo obtienen las obras, sino el inmueble en propiedad, durante la administración del gobernador interino, Guillermo Morales Blumenkron.

## Arquitectura
La casa, construida por el maestro arquitecto Diego de la Sierra es uno de los más notables ejemplos del barroco poblano del siglo XVII. La fachada muestra dos cuerpos con cuatro vanos asimétricos. En la parte superior los vanos corresponden a ventanas enmarcadas por jambas almohadilladas a las que están adosadas columnas simuladas por medias cañas tritóstilas (columnas que resaltan su primer tercio o cualquiera de sus tercios o los tres) cuyos capiteles soportan un doble frontón: triangular el interno y curvo el externo.
El vano inferior derecho corresponde a la puerta. En su dintel se aprecia un escudo en alto relieve. Bajo la fronda de un árbol, un pastor con su hato de ovejas. Fue el escudo de la Junta de Caridad de la Academia.
En el patio de la casa se advierte mucho movimiento, vibración lograda por la diversidad de bóvedas y las estrías en columnas y arcos. Las columnas son en cantera gris, las estrías están en color amarillo sobre fondo blanco, color de los muros de la casa.
Destacan en su ornamentación la actual fachada que data de 1931: cantera gris, tapetillo de ladrillo y mosaico; la cúpula en el cubo de la escalera, la escultura de la Asunción de María, la de san José de Calasanz y una singular alegoría de la justicia.

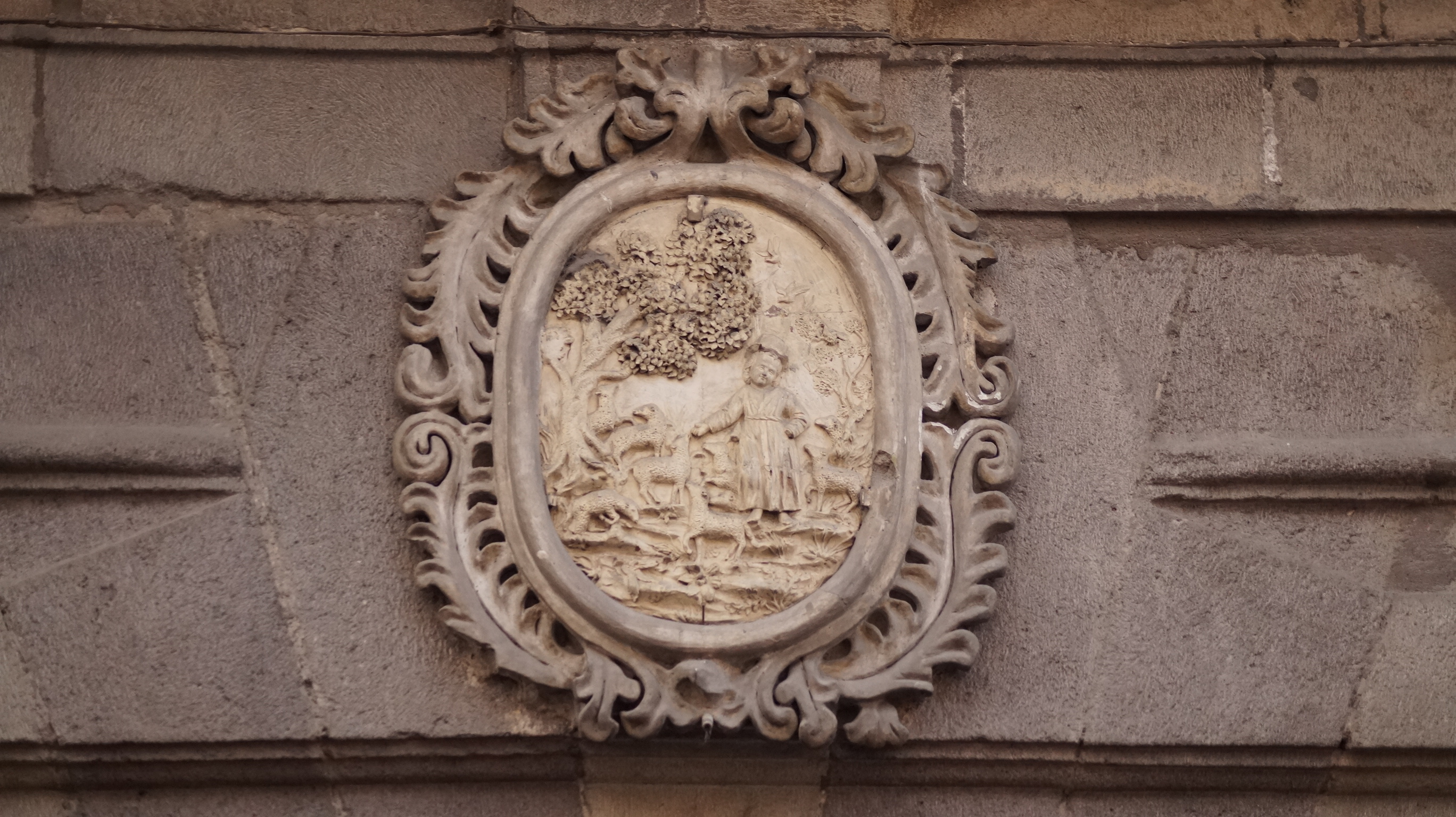
En el dintel se aprecia a un pastor con su hato de ovejas, bajo la fronda de un árbol. Fue el escudo de la Junta de Caridad de la Academia.

### El sentido de la casa
El diseño de la casa conduce a recorrer el pasillo que se encuentra al entrar a la casa y trasponer el vestíbulo; el pasillo conduce a la escalera que lleva a la planta alta en donde se encuentra la mayor carga de la decoración. En la parte superior del cubo de la escalera se encuentra una cúpula con una decoración susceptible de ser leída como una representación de la tierra, el paraíso y la gloria celestial. Al llegar al descanso de la escalera, el observador se enfrenta a un nicho en donde hoy se encuentra una escultura de San José de Calasanz, fundador de la ‘escuela gratuita abierta a todos los niños, especialmente a los más necesitados.
Al terminar la escalera, en el muro a la izquierda de quien sube, se encuentra adosada al muro una escultura que presenta la Asunción de la Virgen María, es posible que esta escultura haya estado ubicada, originalmente, en el nicho del descanso de la escalera.

## Acerca del nombre
Comúnmente, la casa se identifica como Casa de las Bóvedas, aunque también es conocida como Casa de la Bóveda. La discrepancia se debe a que está ubicada en la calle que fue conocida como Calle de las Bóvedas; esta denominación aún se puede leer en las placas correspondientes en las esquinas de la calle. Por otro lado, la casa es famosa por su arquitectura con bóvedas, entre las que destaca la cúpula.

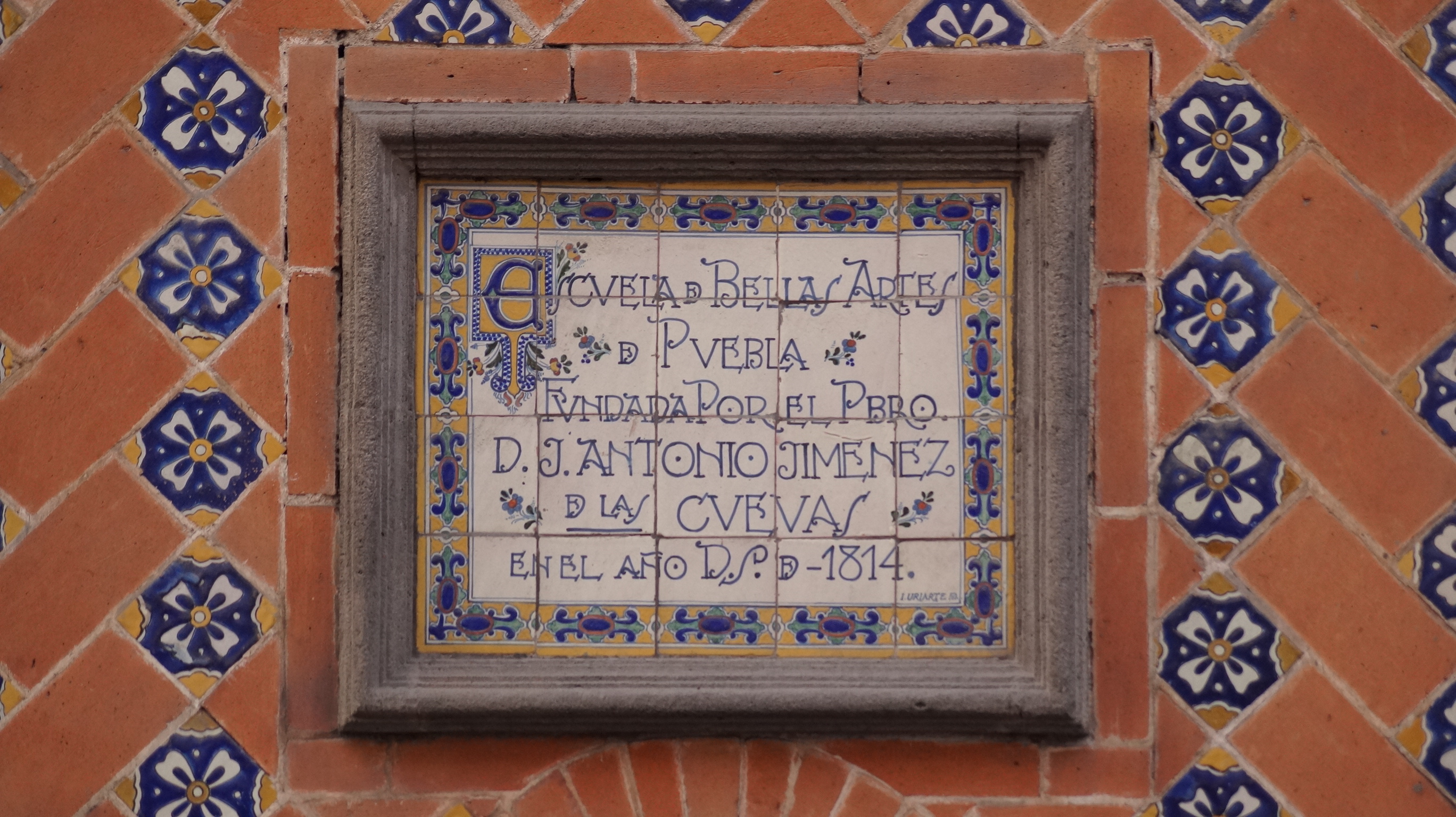
Placa de la Escuela de Bellas Artes de Puebla, colocada en la Casa de las Bóvedas, en Puebla, México.